# احمد الشرع
احمد حسین الشرع (زادهٔ ۲۹ اکتبر ۱۹۸۲) با نام جنگی ابومحمد الجولانی سیاستمدار و فرمانده نظامی سوری است که از ژانویه ۲۰۲۵ به عنوان نوزدهمین رئیس‌جمهور سوریه فعالیت می‌کند و از ۲۹ مارس ۲۰۲۵ ریاست دولت انتقالی سوریه را برعهده دارد. او پیشتر از ۸ دسامبر ۲۰۲۴ تا ۲۹ ژانویه ۲۰۲۵ رهبر دفاکتو سوریه بود و تا پیش از عهده‌داری این دو منصب، از سال ۲۰۱۷ تا سال ۲۰۲۵ امیر هیئت تحریر شام نیز بود و نقشی کلیدی در حملات ۲۰۲۴ اپوزیسیون سوریه داشت که منجر به سقوط رژیم اسد و بنیان‌گذاری دولت سرپرست سوریه شد.
وزارت امور خارجه ایالات متحده آمریکا، الجولانی را در مه ۲۰۱۳ در فهرست تروریست‌های جهانی ویژه قرار داد، و چهار سال بعد یک جایزه ۱۰ میلیون دلاری را برای اطلاعات منجر به دستگیری او اعلام کرد. الجولانی در ۲۸ سپتامبر ۲۰۱۴ بیانیه‌ای صوتی منتشر کرد که در آن اظهار داشت با آمریکا و همپیمانان آن خواهد جنگید و جنگجویانش را به نپذیرفتن کمک از غرب در نبردشان با داعش فرا خواند. وی پیش از گسستن پیوندهایش با القاعده در سال ۲۰۱۶ از سال ۲۰۱۲ تا ۲۰۱۷ نیز رهبری جبهه النصره، شاخه القاعده در سوریه را بر عهده داشت.با این حال در سال‌های اخیر وی دیدگاه معتدل‌تری از خود ارائه داده است. با این پیشنهاد که هیچ میلی به جنگ با کشورهای غربی ندارد و سوگند یاد کرده که از اقلیت‌ها محافظت خواهد کرد. الجولانی در سخنرانی خود پس از سقوط دمشق، ایران را به عنوان منبع فرقه‌گرایی و فساد محکوم کرد و این پیروزی را نقطه عطفی برای منطقه قلمداد کرد.
الشرع، رهبر بالفعل دولت موقت پس از انقلاب سوریه از ۸ دسامبر ۲۰۲۴ تا ۲۹ ژانویه ۲۰۲۵ بود. پس از آن در کنفرانس پیروزی انقلاب سوریه در کاخ ریاست‌جمهوری به عنوان رئیس‌جمهور سوریه منصوب شد. الشرع به عنوان رئیس‌جمهور، چندین سفر رسمی به کشورهای دیگر انجام داد و توافقی با نیروهای دموکراتیک سوریه برای ادغام نهادهای نظامی و مدنی آن‌ها در دولت سوریه امضا کرد. او نقش کلیدی در کشتارهای هدفمند علوی‌های سوریه و درگیری‌ها در جنوب این کشور ایفا کرد. او قانون اساسی موقت را امضا کرد که دوره انتقالی پنج‌ساله را برقرار می‌کرد و تشکیل دولت انتقالی را اعلام نمود. در سال ۲۰۲۵، مجله تایم او را به عنوان یکی از ۱۰۰ فرد تأثیرگذار جهان معرفی کرد.

## زندگی

### زمینهٔ خانوادگی

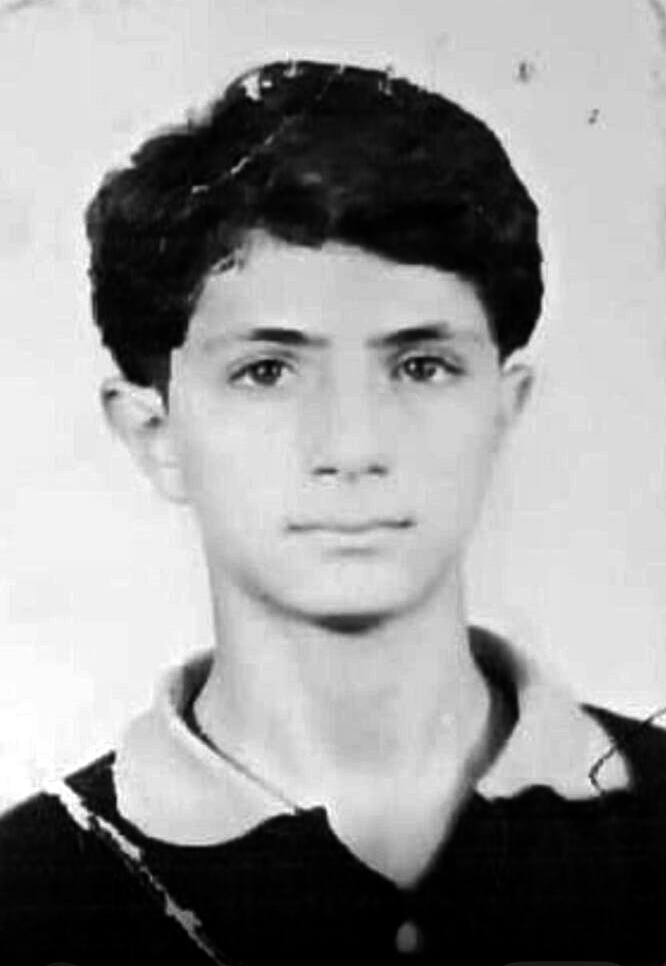
الشرع در نوجوانی، ۱۹۹۶

خانوادهٔ احمد حسین اهل بلندی‌های جولان در سوریه هستند. این خانواده پس از اشغال اراضی جولان توسط اسرائیل در جریان جنگ شش‌روزه ۱۹۶۷ آواره شدند. حسین شرع پدر الجولانی یک فعال دانشجویی ملی‌گرای عربی حامی ناصرگرایی در سوریه بود. او توسط بعثی‌ها در جریان تصفیه‌های ضد ناصری آغاز شده پس از کودتاهای ۱۹۶۱ و ۱۹۶۳ که جمهوری متحد عربی را چندتکه کرد و حزب بعث سوسیالیست عرب را به قدرت رساند زندانی شد.
پدر الجولانی بعدها برای تکمیل تحصیلات عالی خود در عراق بعثی در سال ۱۹۷۱ از زندان گریخت. در این دوره او همچنین برای همکاری با فداییون سازمان آزادی‌بخش فلسطین به اردن سفر کرد. پدر او پس از بازگشت به سوریه در دهه ۱۹۷۰ که اکنون حافظ اسد بر آن حکومت می‌کرد، دوباره زندانی شد. او بعدها آزاد شد و به عربستان سعودی پناه جست.

### اوایل زندگی و جنگ عراق
الجولانی در سال ۱۹۸۲ در ریاض، عربستان سعودی که پدرش در آن تا سال ۱۹۸۹ به عنوان مهندس نفت کار می‌کرد، زاده شد. در آن سال خانواده الجولانی به سوریه بازگشت و او تا زمان نقل مکان به عراق در سال ۲۰۰۳ در محله شرقی المزه دمشق زندگی کرد و بزرگ شد. نسبت «الجولانی» نام نظامی او است که به بلندی‌های جولان سوریه اشاره دارد.
پس از این که الجولانی برای جنگ با سربازان آمریکایی پس از حمله ۲۰۰۳ آن کشور به عراق به عراق رفت، به سرعت در سلسله مراتب القاعده در عراق (AQI) ترقی کرد. تایمز اسرائیل گزارش کرد که الجولانی از نزدیکان ابومصعب الزرقاوی بوده است. الجولانی در مصاحبه‌ای در سال ۲۰۰۱ با برنامه خط مقدم اظهار داشت که او هرگز شخصاً الزرقاوی را ملاقات نکرده و هر گونه نقش رهبری در جریان اوایل مرحله ۲۰۰۳–۲۰۰۶ شورش عراق را جز جنگیدن به عنوان یک سرباز پیاده عادی تحت فرمان القاعده در عراق علیه اشغال این کشور را تکذیب کرد. پیش از درگرفتن جنگ داخلی عراق در سال ۲۰۰۶ الجولانی از سوی نیروهای آمریکایی دستگیر و بیش از پنج سال در زندان‌ها و بازداشتگاه‌های گوناگون زندانی شد. این زندان‌ها شامل ابو غریب، کمپ بوکا، کمپ کاپر و کمپ تاجی بود.

### جنگ داخلی سوریه

#### جبهة النصره
پس از مدت کوتاهی از آغاز قیام علیه دولت بشار اسد، رئیس‌جمهور سوریه، در سال ۲۰۱۱، الشرع، نقش کلیدی در برنامه‌ریزی برای تأسیس شاخه‌ای از دولت اسلامی عراق در سوریه ایفا کرد و مسئول تشکیل گروهی موسوم به جبهه النصره شد. این گروه در واقع شاخه سوری دولت اسلامی عراق تحت رهبری ابوبکر بغدادی بود که وظیفه الشرع را تسهیل کرد و سلاح و پول در اختیار او و جنگجویانش قرار داد.
در منابع مختلف دربارهٔ اینکه آیا الشرع خودش صاحب ایده تشکیل جبهه النصره بوده یا یکی دیگر از فرماندهان دولت اسلامی عراق، این ایده را مطرح کرده است، اختلاف نظر وجود دارد؛ اما آنچه مسلم است، این است که الشرع در ژانویه ۲۰۱۲ به عنوان امیر جبهه النصره تعیین شد. در همین دوره، وزارت خارجه آمریکا، جبهه النصره را یک «سازمان تروریستی» اعلام کرد و اشاره نمود که این گروه صرفاً یک نام مستعار جدید برای القاعده در عراق (که با نام دولت اسلامی عراق نیز شناخته می‌شد) است. تحت رهبری الشرع، جبهه النصره به‌تدریج به یکی از قوی‌ترین گروه‌های جهادی در سوریه تبدیل شد.

#### درگیری با داعش
درگیری الجولانی با داعش وقتی در سال ۲۰۱۳، تلاش ابوبکر بغدادی برای انحلال جبهه النصره به عنوان یک گروه مستقل و ادغام مستقیم آن در دولت اسلامی عراق تحت عنوان دولت اسلامی عراق و شام (داعش) را نپذیرفت، اوج گرفت. این حرکت، همه خودمختاری محلی جبهه النصره را از بین می‌برد و همه رهبران، تصمیمات و اقدامات آنها را مستقیماً تحت کنترل ابوبکر بغدادی قرار می‌داد. الجولانی برای جلوگیری از ازدست دادن خودمختاری و هویت منفرد جبهه النصره، مستقیماً به ایمن الظواهری که از درخواست الجولانی برای جدایی گروه او به عنوان یک نهاد مستقل پشتیبانی کرد سوگند وفاداری خورد. با این که پیش از این النصره از طریق دولت اسلامی عراق سوگند وفاداری خورده بود، اکنون دیگر آن را دور می‌زد و تابع مستقیم القاعده می‌شد. این تغییر در زنجیره وفاداری النصره را شاخه رسمی سوری القاعده کرد. ابوبکر البغدادی با وجود سوگند وفاداری خود به ایمن الظواهری، این حکم را رد کرد و اعلام کرد دو سازمان در هم ادغام می‌شوند. با این تصمیم، درگیری بین جبهه النصره و داعش بر سر کنترل قلمرو در سوریه درگرفت.

#### احیای جبهه النصره
وی در ۲۷ مه ۲۰۱۵ نخستین مصاحبه رسانه‌ای خود را به صورت یک گفتگوی تلویزیونی با شبکه خبری الجزیره انجام داد. وی در این گفتگوی ۵۰ دقیقه‌ای سیاست‌های جبهة النصره و جیش‌الفتح (ائتلاف مخالفان حکومت اسد) را برای جنگ با حکومت اسد تشریح کرد. به گفته جولانی جنگ جبهه النصره با افرادی است که به قتل و شکنجه و تجاوز به اهل سنت اقدام کرده‌اند. علویان سوریه از نظر فقها و کارشناسان از دین خارج محسوب می‌شوند. اما اگر علوی‌ها از حکومت و شرک تبری بجویند برادران ما هستند و از آنها دفاع می‌کنیم. وی تأکید کرد که از مسیحیان و هیچ‌کس دیگری جزیه نمی‌گیریم و سربازان حکومت هم اگر اسلحه خود را زمین بگذارند و تسلیم شوند آزاد هستند حتی اگر هزار نفر را کشته باشند. جولانی همچنین اعلام کرد که آنها هیچ برنامه‌ای برای حمله به آمریکا و اروپا ندارند و ایمن الظواهری رهبر القاعده تأکید کرده که سوریه را پایگاه حمله به آمریکا و اروپا نکنیم. اما اگر حملات هوایی آمریکایی‌ها به ما ادامه پیدا کند امکان دارد تا انتخاب‌های دیگری داشته باشیم.
جولانی همچنین به درگیری‌های و اختلافات اساسی جبهه النصره با داعش اشاره کرد و مدعی شد که نظام اسد و حزب‌الله لبنان و داعش به دلیل منافع مشترکی که دارند با آنها در جنگ هستند و در نبردهای کوهستان قلمون زمانی که با حزب‌الله در جنگ بودند نیروهای داعش از پشت به آنها حمله کرده‌اند.
بشار جعفری سفیر دولت سوریه در سازمان ملل متحد در واکنش به مصاحبه ابو محمد جولانی با شبکه الجزیره گفت: «آیا شبکه الجزیره قطر روز گذشته مصاحبه‌ای را با رهبر گروه تروریستی جبهه النصره پخش نکرده است که نوید می‌دهد سوریه با قوانین شریعت اداره خواهد شد؟ آیا قطر می‌خواهد با این مصاحبه به ما اعلام کند که گروه تروریستی جبهه النصره یک گروه تروریستی میانه‌رو است؟»
در اکتبر ۲۰۱۵ الجولانی خواهان حملات بی‌ملاحظه به روستاهای علوی در سوریه شد. او گفت: «انتخابی جز تشدید نبرد و هدف قرار دادن شهرها و روستاهای علوی در لاذقیه نداریم.» الجولانی همچنین خواستار حمله مسلمانان شوروی سابق به غیرنظامیان روس شد.

#### جبهه فتح الشام
در ۲۸ ژوئیه ۲۰۱۶ الجولانی در پیامی ضبط شده اعلام کرد جبهه النصره از این پس تحت نام جدید جبهه فتح الشام فعالیت خواهد کرد. الجولانی در بخشی از این اعلامیه اظهار داشت که این گروه تغییر نام داده شده وابسته به هیچ موجودیت بیرونی نیست. با این که برخی تحلیلگران این حرف را به معنای جدا شدن این گروه از القاعده دانستند، این گروه مشخصاً در اعلامیه ذکر نشده بود و الجولانی در آن زمان صریحاً سوگند وفاداری خود به ایمن الظواهری را نشکست.

#### هیئت تحریر شام
در ۲۸ ژانویه ۲۰۱۷ جولانی انحلال جبهه فتح شام و ادغام آن در یک سازمان اسلامگرای بزرگتر به نام هیئت تحریر شام را اعلام کرد. این گروه تحت این عنوان مبارزه با القاعده و داعش را برای ایستادگی در سمت ملل غربی اولویت بخشید. هیئت تحریر شام داعش، القاعده و بیشتر نیروهای متخاصم را در قلمرو خود شکست داد و استان ادلب را تحت کنترل خود گرفت که از طریق متحدش دولت نجات سوریه مدیریت می‌شد.

#### رهبری حملات
تحت رهبری او، جبهه النصره، جبهه فتح الشام و هیئت تحریر الشام بین سال‌های ۲۰۱۲ و ۲۰۱۷ چندین حمله انتحاری و کشتارهای پاکسازی فرقه‌ای علیه شیعیان، دروزها و علوی‌ها انجام دادند. این حملات شامل بمب‌گذاری میدان در ژانویه ۲۰۱۲ کشتار حطله، کشتار قَلْب لوزه، حمله زَرَعَه و یکی از بمب‌گذاری‌های دمشق در مارس ۲۰۱۷ می‌شود. همچنین جبهه النصره به انجام بمب‌گذاری‌های دمشق در ۱۰ مه ۲۰۱۲و بمب‌گذاری فوریه ۲۰۱۳ دمشق مظنون بود.

## سقوط رژیم اسد

الشرع و اردوغان رئیس‌جمهور ترکیه، آوریل ۲۰۲۵‏

در ۲۷ نوامبر ۲۰۲۴ (۷ آذر ۱۴۰۳) حملاتی با همکاری ائتلافی از گروه‌های مخالف دولت سوریه به رهبری هیئت تحریر شام و با حمایت گروه‌های متحد تحت حمایت ترکیه در ارتش ملی سوریه عملیاتی را علیه نیروهای طرفدار ارتش عربی سوریه در شهرهای ادلب، حلب و حماة آغاز کردند. نیروهای اپوزیسیون سوریه تحت رهبری الجولانی موفق شدند این مناطق و سپس حمص و دمشق را به آسانی و تقریباً بدون مقاومت تصرف کنند. هنگامی که نیروهای اپوزیسیون در دسامبر ۲۰۲۴ به دمشق رسیدند، اسد و خانواده‌اش از سوریه فرار کردند و رژیم اسد در سوریه به پایان رسید. پس از تصرف دمشق، الجولانی با عوامل دولت اسد دیدار کرد تا در مورد انتقال قدرت به شکلی توافقی و منظم گفتگو کند و سپس محمد البشیر را به عنوان نخست‌وزیر موقت سوریه منصوب کرد.
در این درگیری‌ها متحدان سوریه (ایران و روسیه) هر کدام به دلایل خودشان با عدم مداخله در جنگ به اسد کمک نکردند. روسیه درگیر جنگ اوکراین بود و ایران به دلیل تضعیف محور مقاومت پس از تضعیف حزب‌الله به علت نبرد با اسرائیل و همچنین فشارهای وارده از سوی غرب، مداخله نکرد. الجولانی در سخنرانی پیروزی خود پس از سقوط دمشق، الجولانی این پیروزی را نقطه عطفی برای منطقه و پایانی برای جاه طلبی‌های ایران و افزایش فساد و فرقه‌گرایی قلمداد کرد.

## مواضع
الجولانی در یک مصاحبه با کانال خبری سوریه تی‌وی در پاسخ به حملات هوایی مداوم اسرائیل به سوریه گفت که پس از سقوط رژیم اسد، اسرائیل دیگر هیچ بهانه‌ای برای حمله به خاک سوریه ندارد. او همچنین از راه‌حل‌های دیپلماتیک به‌عنوان تنها راه برای تضمین امنیت به‌جای ماجراجویی‌های نظامی بی‌محابا صحبت کرد. گزارش‌ها حاکی است که الشرع به گروهی از خبرنگاران گفته است که هیئت تحریر الشام به اجرای توافقنامه ۱۹۷۴ جداسازی نیروها که جنگ یوم کیپور را خاتمه داد، ادامه خواهد داد.
ابومحمد الجولانی، رهبر هیئت تحریر الشام، در مصاحبه‌ای با سی‌ان‌ان تأکید کرد که گروه او با مردم ایران دشمنی ندارد و از آن‌ها خواسته تا نیروهای خود را از سوریه خارج کنند. او همچنین اعلام کرد که پس از خروج نیروهای ایرانی، دیگر دلیلی برای دخالت خارجی در سوریه وجود ندارد. الجولانی بر اهمیت راه‌حل‌های دیپلماتیک برای حفظ امنیت منطقه به جای استفاده از راهکارهای نظامی تأکید کرد.